# Bathyphantes umiatus
Bathyphantes umiatus – gatunek pająka z rodziny osnuwikowatych.

## Występowanie
Gatunek jest endemitem Alaski.